# 11è Festival Internacional de Cinema de Moscou
L'11è Festival Internacional de Cinema de Moscou es va celebrar entre el 14 i el 28 d'agost de 1979. Els Premis d'Or foren atorgats a la pel·lícula francoitaliana Cristo si è fermato a Eboli dirigida per Francesco Rosi, la pel·lícula espanyola Siete días de enero dirigida per Juan Antonio Bardem i la pel·lícula polonesa Amator dirigida per Krzysztof Kieślowski.

## Jurat
- Stanislav Rostotski (URSS - President)
- Vladimir Baskakov (URSS)
- Otakar Vávra (Txecoslovàquia)
- Giuseppe De Santis (Itàlia)
- Jerzy Kawalerowicz (Polònia)
- Raj Kapoor (Índia)
- Christian-Jaque (França)
- Tom Luddy (USA)
- Margarita Lopez Portillo (Mèxic)
- Kurt Maetzig (RDA)
- Andrei Mikhalkov-Konchalovsky (URSS)
- Tabata Ndiaye (Senegal)
- Emil Petrov (Bulgària)
- Konstantin Stepankov (URSS)
- Tran Vu (Vietnam)

## Pel·lícules en competició
Les següents pel·lícules foren seleccionades per la competició:
| Títol original                  | Director(s)           | País de producció  |
| ------------------------------- | --------------------- | ------------------ |
| Anton der Zauberer              | Günter Reisch         | RDA                |
| Barierata                       | Christo Christov      | Bulgària           |
| Road Without End                | A. Hussein            | Bangladesh         |
| Ija ominira                     | Ola Balogun           | Nigèria            |
| The Being                       | Tom Ribero            | Ghana              |
| Vzlyot                          | Savva Kulish          | Unió Soviètica     |
| The Children of Sanchez         | Hall Bartlett         | Estats Units       |
| Tomorrow Never Comes            | Peter Collinson       | Regne Unit         |
| Honning Måne                    | Bille August          | Dinamarca          |
| Fish Hawk                       | Donald Shebib         | Canadà             |
| Dawn!                           | Ken Hannam            | Austràlia          |
| Kanal                           | Erden Kıral           | Turquia            |
| Amator                          | Krzysztof Kieślowski  | Polònia            |
| Az erőd                         | Miklós Szinetár       | Hongria            |
| Clipa                           | Gheorghe Vitanidis    | Romania            |
| Mireille dans la vie des autres | Jean-Marie Buchet     | Bèlgica            |
| Mladý muž a bílá velryba        | Jaromil Jireš         | Txecoslovàquia     |
| Tren                            | Stole Janković        | Iugoslàvia         |
| Nahla                           | Farouk Beloufa        | Algèria            |
| Sky Became Clear                | Ravjagiin Dorjpalam   | Mongòlia           |
| Parasuram                       | Mrinal Sen            | Índia              |
| Compañero de viaje              | Clemente de la Cerda  | Veneçuela, Espanya |
| Der Schneider von Ulm           | Edgar Reitz           | RFA                |
| Retrato de Teresa               | Pastor Vega           | Cuba               |
| Runoilija ja muusa              | Jaakko Pakkasvirta    | Finlàndia          |
| Damn for Those Who Cries        | Mohamad Ali Najafi    | Iran               |
| Bandera rota                    | Gabriel Retes         | Mèxic              |
| Siete días de enero             | Juan Antonio Bardem   | Espanya, França    |
| Habibati ya hab al-tout         | Marvan Haddad         | Síria              |
| Les chiens                      | Alain Jessua          | França             |
| Al-asuar                        | Mohamed Shukri Jameel | Iraq               |
| Frihetens murar                 | Marianne Ahrne        | Suècia             |
| Only Ahead                      | Long Van              | Vietnam            |
| Cristo si è fermato a Eboli     | Francesco Rosi        | Itàlia, França     |

## Premis
- Premis d'Or:
  - Cristo si è fermato a Eboli de Francesco Rosi
  - Siete días de enero de Juan Antonio Bardem
  - Amator de Krzysztof Kieślowski
- Premi d'Or Honorari: ¡Que viva México! de Sergei Eisenstein
- Premis de Plata:
  - Barierata de Christo Christov
  - Parasuram de Mrinal Sen
  - Vzlyot de Savva Kulish
- Premis:
  - Millor Actor: Ulrich Thein per Anton der Zauberer
  - Millor Actor: Bata Živojinović per Tren
  - Millor Actriu: Yasmina Khlat per Nahla
  - Millor Actriu: Daisy Granados per Retrato de Teresa
- Diploma Especial: Only Ahead de Long Van
- Premi FIPRESCI: Amator de Krzysztof Kieślowski
- Premis Honoraris (per la seva contribució al cinema):
  - Antonin Brousil
  - Luis Buñuel
  - King Vidor
  - Cesare Zavattini
  - Zoltán Fábri
  - Jerzy Kawalerowicz
  - René Clair
  - Akira Kurosawa
  - Satyajit Ray
  - Ousmane Sembène
  - Andrew Thorndike
  - Annelie Thorndike